# Крашевиці (гміна)
Гміна Крашевиці (пол. Gmina Kraszewice) — сільська гміна у північно-західній Польщі. Належить до Остшешовського повіту Великопольського воєводства.
Станом на 31 грудня 2011 у гміні проживало 3653 особи.

## Територія
Згідно з даними за 2007 рік площа гміни становила 75.11 км², у тому числі:
- орні землі: 59.00%
- ліси: 34.00%

Таким чином, площа гміни становить 9.72% площі повіту.

## Населення
Станом на 31 грудня 2011:
| Опис     | Загалом | Загалом | Чоловіки | Чоловіки | Жінки | Жінки |
| -------- | ------- | ------- | -------- | -------- | ----- | ----- |
| одиниця  | осіб    | %       | осіб     | %        | осіб  | %     |
| все      | 3653    | 100     | 1810     | 49.55    | 1843  | 50.45 |
| міське   | 0       | 100     | 0        |          | 0     |       |
| сільське | 3653    | 100     | 1810     | 49.55    | 1843  | 50.45 |

## Сусідні гміни
Гміна Крашевіце межує з такими гмінами: Бжезіни, Ґрабув-над-Просною, Серошевіце, Чайкув.